# Centro de Investigación y Desarrollo en Ciencias de la Salud
Centro de Investigación y Desarrollo en Ciencias de la Salud (CIDICS) de la Universidad Autónoma de Nuevo León (UANL), es una institución que provee a la sociedad de infraestructura académica y de investigación en el área de la salud, la biomedicina y la biotecnología.
Tiene su sede en un edificio de seis plantas, dentro del campus de Ciencias de la Salud de la UANL, en el cruzamiento de las avenidas José Eleuterio González y Dr. Carlos Canseco, en la Colonia Mitras Centro, en la ciudad de Monterrey, Nuevo León, México.

## Historia
Su construcción fue iniciada, a propuesta del entonces Secretario General de la UANL y actual exRector Dr. Jesús Ancer Rodríguez y un grupo de distinguidos universitarios en diciembre de 2006. Fue inaugurado el 29 de septiembre de 2009, por el entonces Gobernador del Estado de Nuevo León, Lic. José Natividad González Parás, y el Rector de la UANL, Ing. José Antonio González Treviño (2003-2009). 
El CIDICS (antes llamado también CIDCS), fue concebido como un centro multidisciplinario, y desarrolla su trabajo de investigación con el concepto de aglutinar e impulsar las fortalezas de investigación de las Facultades de la UANL en el área de la Salud y relacionadas.
El personal de investigación del CIDICS lo conforman profesores de la UANL, quienes laboran también en las Facultades de Medicina y Hospital Universitario, Odontología, Ciencias Biológicas, Medicina Veterinaria y Zootecnia, Ciencias Químicas, Salud Pública y Nutrición, Psicología, Enfermería, Organización Deportiva, así como con el Centro Universitario de Salud y los Servicios Médicos de la Universidad.

## Organización
El CIDICS, como centro de investigación de la UANL, es parte de la Facultad de Medicina de la UANL, en lo que conforma el Campus Ciencias de la Salud, realizando investigación científica y tecnológica, básica y clínica, gestionando protocoles de investigación en diferentes ramas de la medicina como neurociencias, psicología, farmacología, enfermería, vacunas, genética, influenza, salud pública, ingeniería de tejidos, entre otros.

## Misión

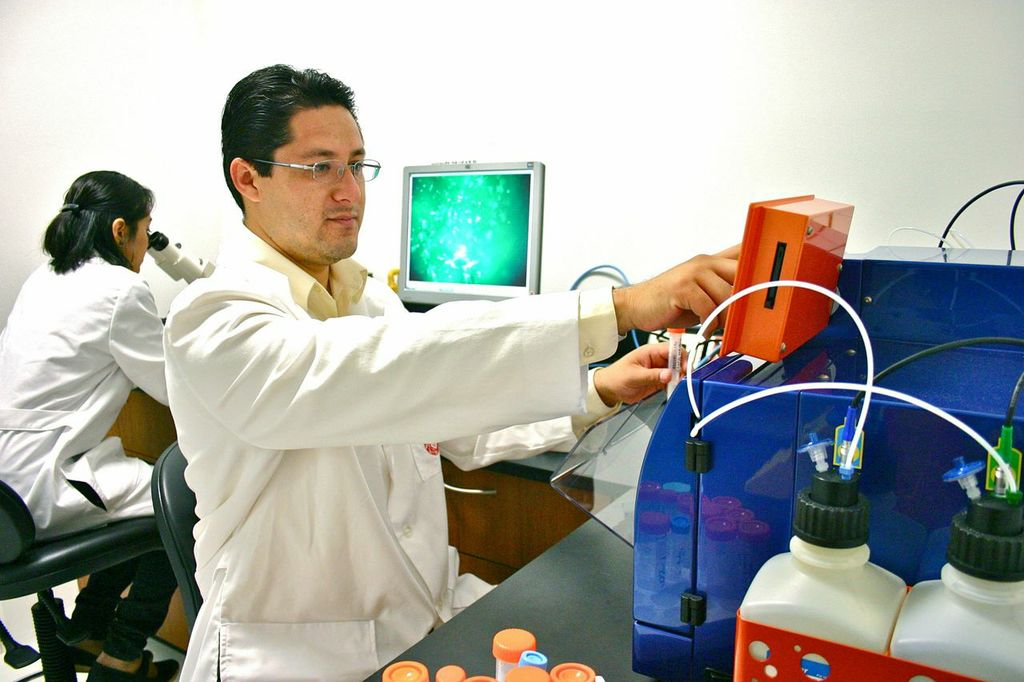
Laboratorio de Terapia Génica y Celular

Realizar investigación científica y tecnológica para generar conocimiento aplicado a la solución de problemas prioritarios de salud a nivel local, nacional e internacional. Integrar la investigación básica, clínica y de salud pública que permita el desarrollo científico, innovador y competitivo de la región noreste de la República Mexicana. Vincular el desarrollo de negocios de naturaleza biotecnológica para contribuir a la consolidación de una economía basada en el conocimiento.

## Visión
Convertirse en un centro de excelencia, apegado a los más altos estándares de calidad nacional e internacional, para la formación de científicos e investigadores, para la generación y difusión del conocimiento y para el desarrollo e innovación tecnológica, acorde con las necesidades de globalización y en un marco de colaboración internacional que reafirme la calidad científica y tecnológica de la Universidad Autónoma de Nuevo León y posicione al Estado como líder en investigación y desarrollo en salud.

## Contexto

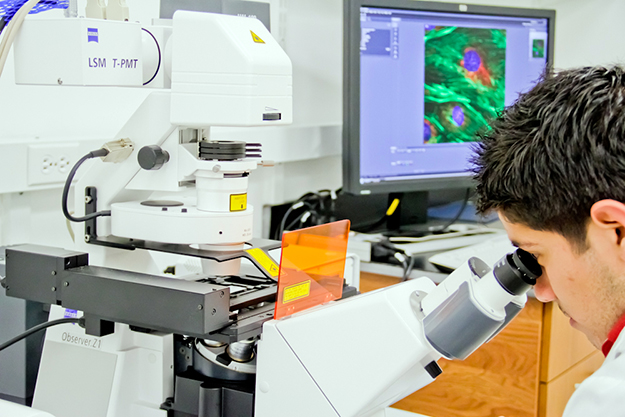
Unidad de Bio-imagen

El CIDICS está a la vanguardia en el desarrollo y puesta en acción de los instrumentos, tecnologías y herramientas necesarias para comprender, definir y responder a las preguntas esenciales en el campo clínico, la práctica médica y la salud.  El Centro  tiene una amplia gama de acciones, que van desde la salud pública, donde los datos son recogidos y analizados para la creación de políticas públicas pertinentes, a los laboratorios de alta tecnología donde la genómica y la proteómica convergen y permiten el acceso a la medicina personalizada.
Aquí, equipos multidisciplinarios realizan investigación y docencia de posgrado en colaboración con otros centros educativos y de investigación, tanto de la UANL,  como de otras universidades y el sector productivo, nacionales y de otros países.
Existen unidades de Administración del Conocimiento, Relaciones Públicas, Informática e Imagen, oficina de Bioseguridad y los Comités de Bioética, Bioseguridad e Investigación, además de tener un responsable para cada grupo de trabajo establecido en las siguientes unidades de investigación:
El centro cuenta con los siguientes grupos de trabajo y laboratorios: Bioética, Bio-Imagen,Unidad de Modelos Biológicos, Bioseguridad, Investigación Clínica y Farmacológica, Investigación Odontología Integral y Especialidades, Patógenos Emergentes y Vectores, Terapia Génica y Celular, Psicología de la Salud, Prevención de VIH-ETS (Enfermería), Inmunomoduladores, Influenza y Patógenos Respiratorios, Administración del Conocimiento, Biología Molecular, Genómica y Secuenciación, Neurociencias, Investigación en Salud Pública, Vacunología, Ingeniería de Tejidos.

## Infraestructura

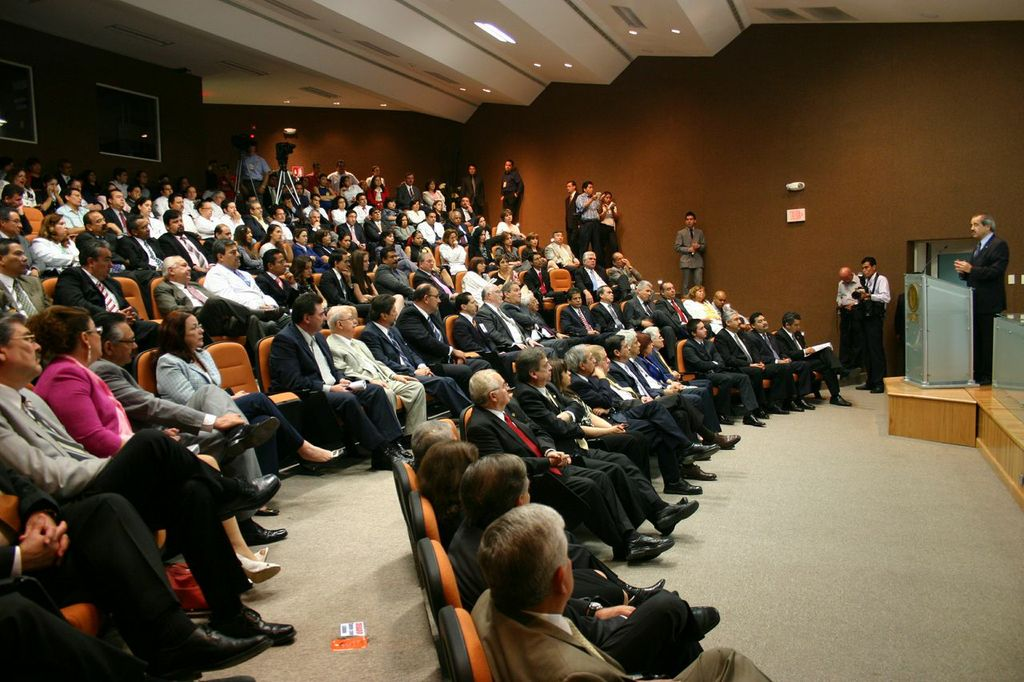
Auditorio

En su infraestructura de laboratorio, el CIDICS  cuenta con:
- Un equipo de pirosecuenciación y diferentes plataformas para estudios de hibridación genómica comparativa, así como también de microarreglos.
- Plataforma de proteómica para el estudio de proteínas.
- Todo lo necesario para cultivo de células madre y terapia génica.
- Un equipo de trabajo completo para estudios epidemiológicos y de salud pública.
- Diagnóstico molecular de agentes infecciosos relacionados con enfermedades respiratorias, bucodentales , de transmisión sexual, entre otras.
- Un equipo de trabajo para el arbitraje bioético y de bioseguridad de nuestras investigaciones.
- Un espacio de alta tecnología diseñado para el uso apropiado de modelos biológicos.
- Laboratorios para estudio relacionados con problemas del sueño, psicooncología, estrés y adicciones.
El CIDICS cuenta con un Auditorio con capacidad de 200 personas y salas de juntas para el apoyo de actividades académicas y de divulgación científica (congresos, simposios, talleres etc.).